# Aglaia scortechinii
Aglaia scortechinii är en tvåhjärtbladig växtart som beskrevs av George King. Aglaia scortechinii ingår i släktet Aglaia och familjen Meliaceae. Inga underarter finns listade i Catalogue of Life.